# Moda de viola
A moda de viola é uma expressão da música caipira que se destaca como sendo seu maior exemplo, entre outros ritmos e estilos formados a partir das toadas, cantigas, viras, canas-verdes, valsinhas e modinhas, união de influências europeias, ameríndias e africanas. No Brasil tomou a significação de um tipo de canção rural. Na região centro-oeste e sudeste, as modas de viola são previamente escritas e decoradas.
A temática dominante nas modas prende-se a três aspectos básicos: a saga dos boiadeiros e lavradores, o anedotário caipira e as histórias trágicas de amor e morte. A moda de viola é uma narração feita em ritmo recitativo, onde o cantador tem que contar uma história. A melodia é solta, como se fosse uma poesia falada com acompanhamento musical. É caracterizada pela viola solada acompanhando a melodia das vozes. A canção  O Rei do Gado é um bom exemplo. Há descrição de costumes caipiras, sátiras de costumes e histórias de bichos e mais raramente uma narrativa meio surrealista chamada de moda-de-patacoada, sem qualquer ligação com a inteligibilidade lógica. 
As modas de viola são normalmente cantadas em duas vozes, com um intervalo musical de terça e acompanhamento de viola. A métrica geralmente é de sete sílabas (redondilha maior), aparecendo por vezes a de cinco sílabas (redondilha menor). As formas estróficas mais utilizadas são a sextilha, a oitava e a quadra e, de forma mais rara, a décima. Em São Paulo, os modistas, como também são conhecidos os cantadores nesse estado, chamam, segundo nos diz o pesquisador Cornélio Pires, a quadra de "verso-de-dois-pés" ; a sextilha é chamada de verso-de-três-pés e a oitava é conhecida como versos dobrados ou moda-dobrada. A palavra pé, muito utilizada no Brasil para designar verso, recebe portanto em São Paulo a designação de dístico ou número de rimas. Em São Paulo as rimas são em geral fixas, com as modas cantadas em carreira. O cantador, para chamar a atenção para si, canta uma quadra qualquer, o que se chama levante ou encabeçar a moda. Ao final canta-se o "arto" ou alto ou baixão, que também recebe o nome de suspender a moda. Com a chegada da música rural ao mundo das gravações, as modas de viola foram incorporando novas temáticas, retratando mais o cotidiano das grandes cidades. No Nordeste, os cantadores lançam mão de sextilhas, moirão, martelo, quadrão e galope. Com grande capacidade de improvisação, os cantadores nordestinos utilizam-se da redondilha maior, de sete sílabas. Na região nordestina, os cantadores apresentam-se em pares, realizando desafios que terminam quando um dos cantadores consegue derrotar o adversário. Já os cantadores do Centro-oeste e Sudeste, limitam-se a apresentar suas modas sem que haja este aspecto de desafio. As primeiras modas de viola foram gravadas a partir de 1929 ("Jorginho do Sertão", adaptação do folclore paulista), após o pioneiro trabalho de Cornélio Pires, com destaque para as duplas Mandi e Sorocabinha, Zico Dias e Ferrinho, Caçula e Marinheiro, Laureano e Soares, e mais tarde Tonico e Tinoco, Torres e Florêncio e muitas outras duplas cultoras do gênero, e que gravaram modas de viola como "A filha do fazendeiro", com Zico Dias e Ferrinho, "Casamento" com Laureano e Soares, "A guerra da Espanha", com Mandi e Sorocabinha, "Apelido dos jogadores", com Torres e Florêncio, e "Cuiabana" com Tonico e Tinoco, entre dezenas de outras.